# Bombylius varius
Bombylius varius är en tvåvingeart som beskrevs av Fabricius 1805. Bombylius varius ingår i släktet Bombylius och familjen svävflugor. Inga underarter finns listade i Catalogue of Life.